# Блаубойрен
Блаубойрен (нем. Blaubeuren) — город в Германии, в земле Баден-Вюртемберг.
Подчинён административному округу Тюбинген. Входит в состав района Альб-Дунай. Население составляет 11 815 человек (на 31 декабря 2010 года). Занимает площадь 79,15 км². Официальный код — 08 4 25 020.

## География
Находится у подножия Швабского Альба в 16 километрах к западу от Ульма.
В городе расположено карстовое озеро Блаутопф.

## Известные уроженцы, жители
Христоф Готфрид Бардили (1761, Блаубойрен — 1808, Мергельштеттен))— немецкий философ и преподаватель.

## Фотографии

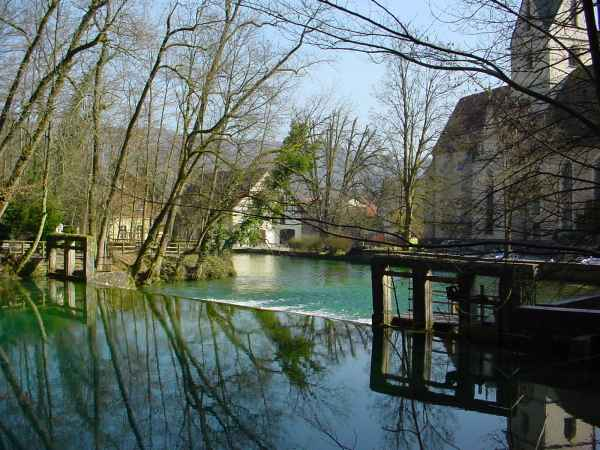
Блаутопф
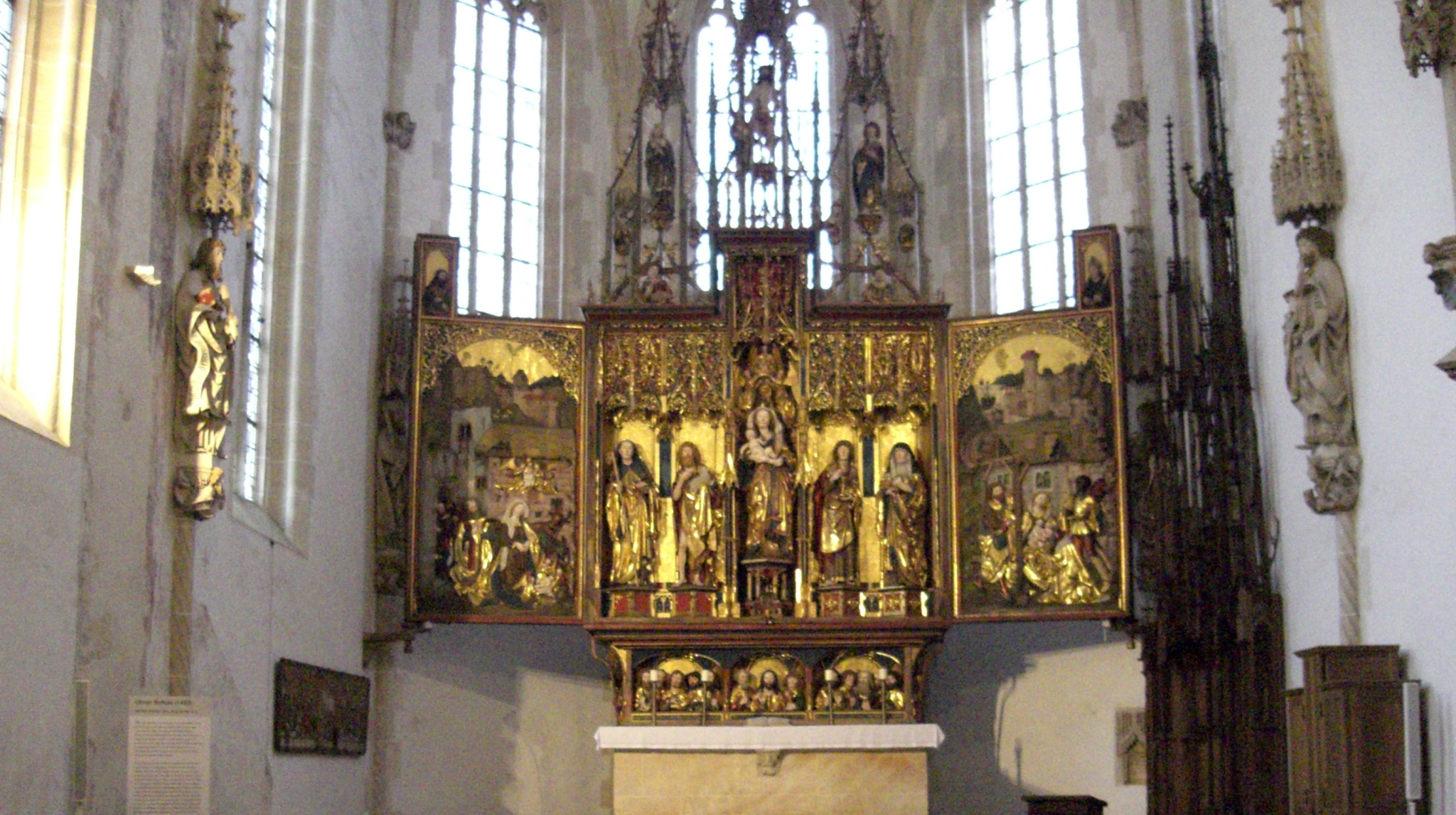
Аббатство Блаубойрен
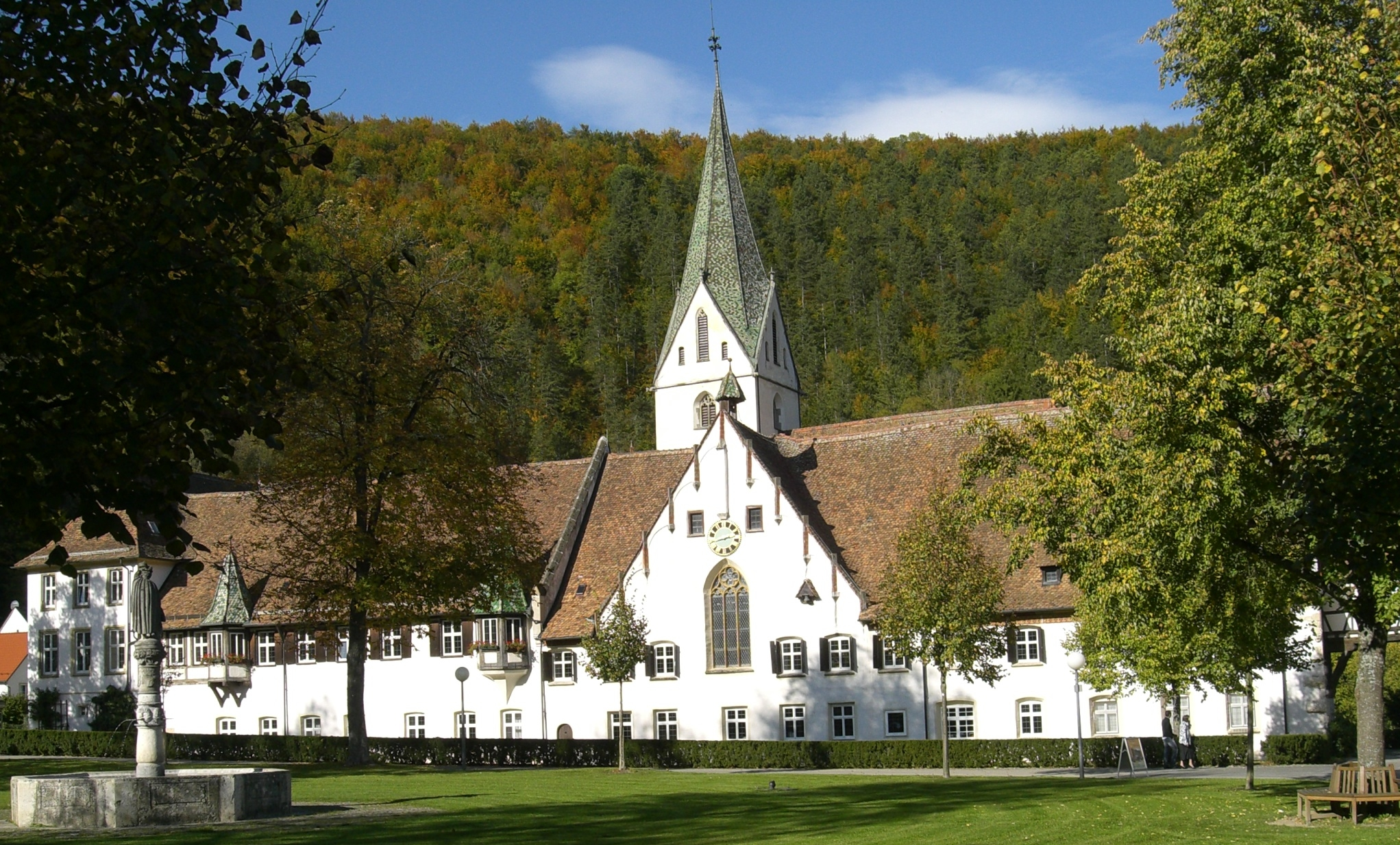
Монастырь
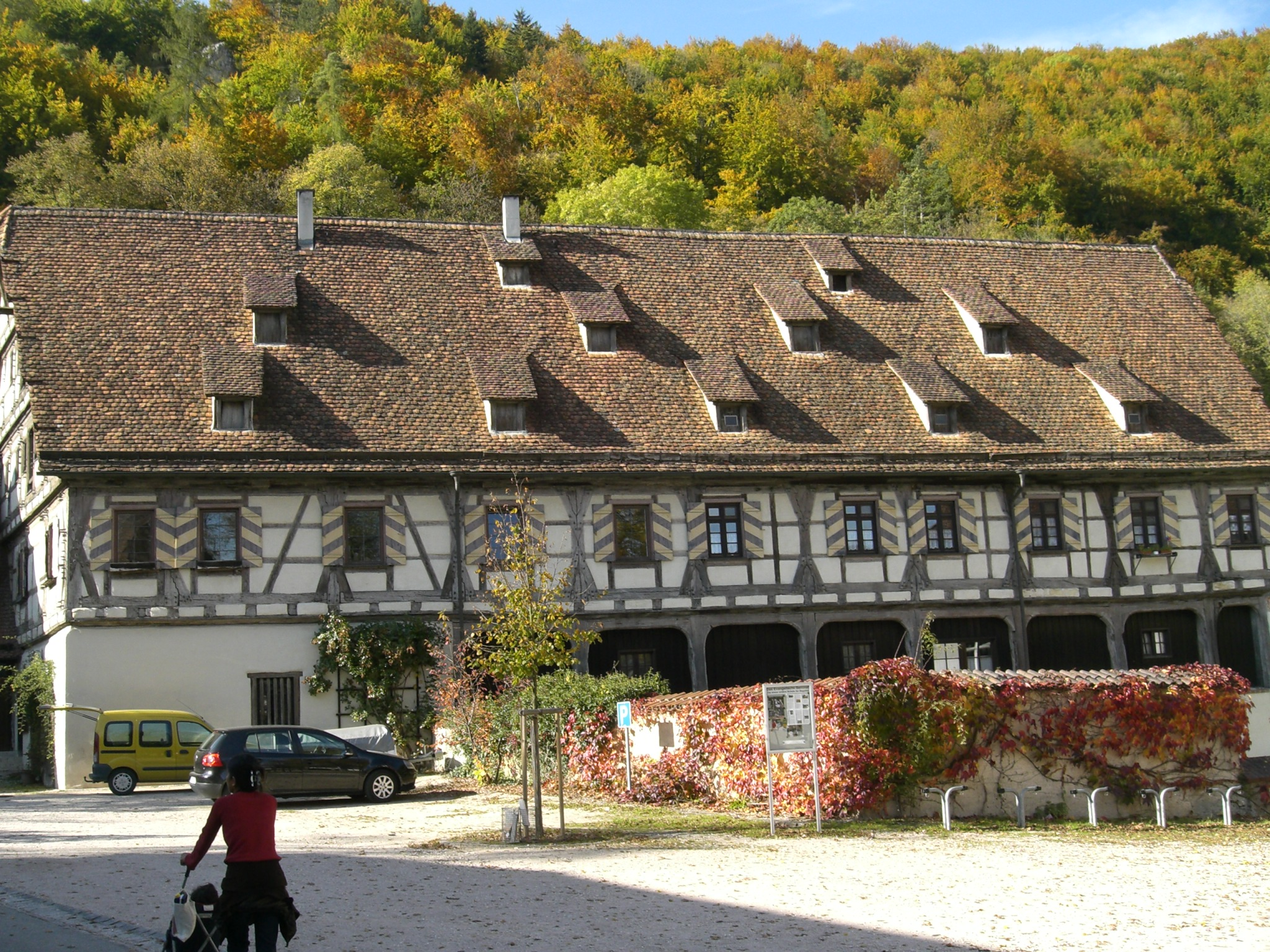
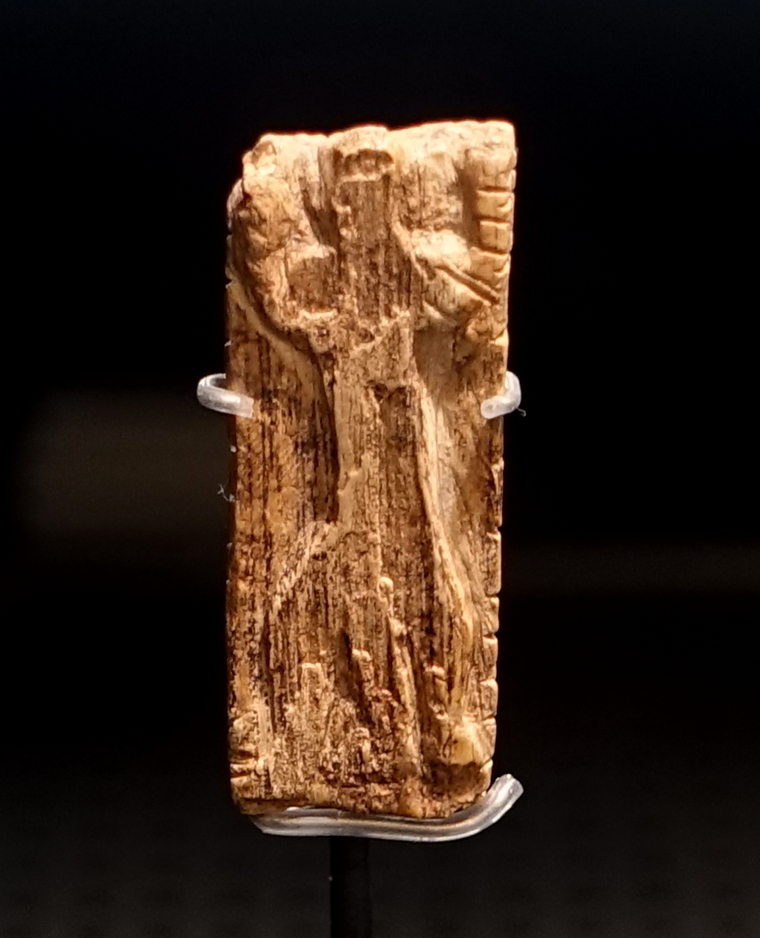
Антропоморфная фигура «адоранта» (en:Adorant from the Geißenklösterle cave) из пещеры Гайссенклостерле (en:Geißenklösterle), Государственный музей Вюртемберга (35—40 тыс. л. н.)